# Palazzo della Luogotenenza Austriaca

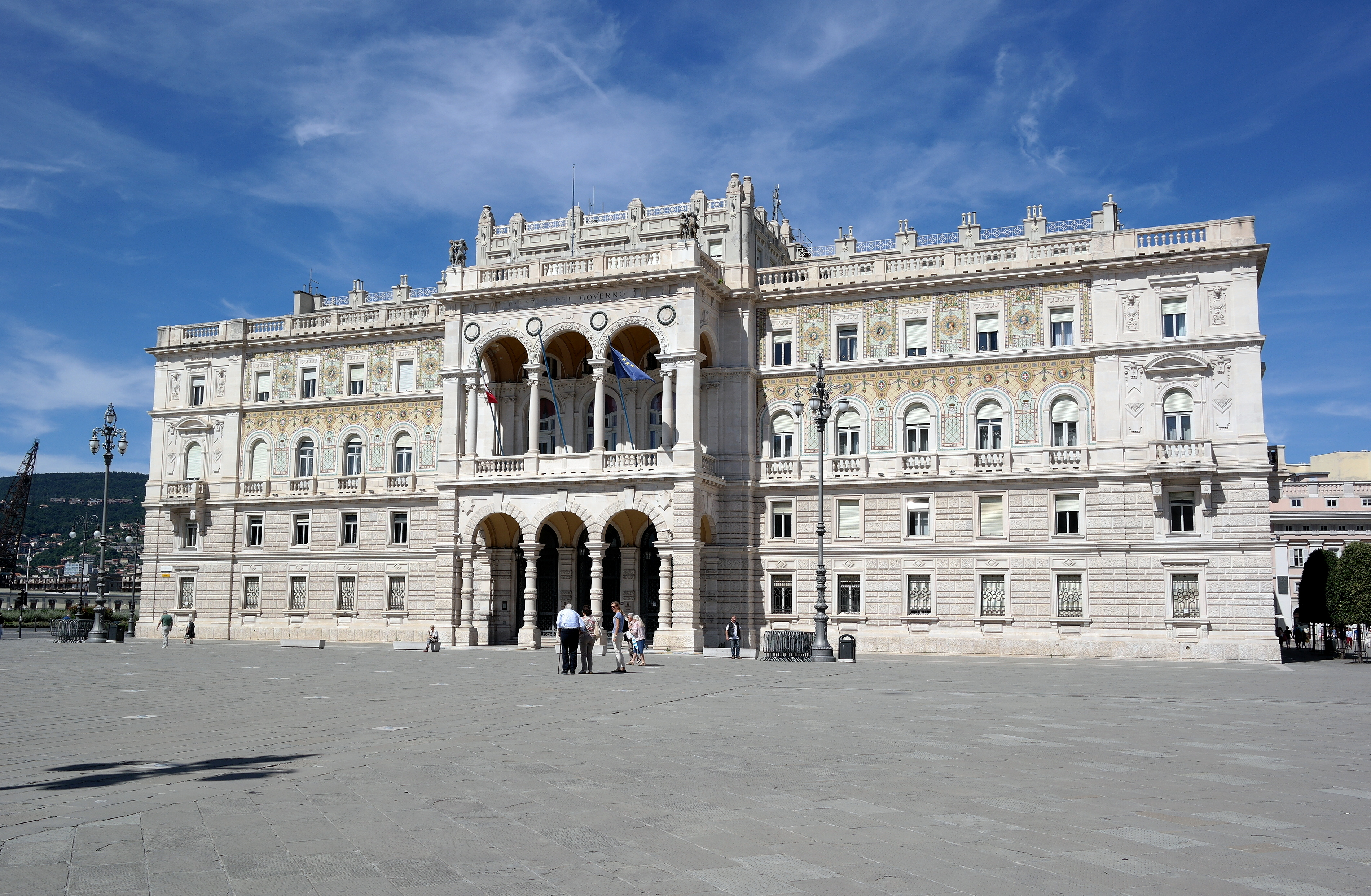
Palazzo della Prefettura in Triest, Hauptfassade

Der 1901–1905 erbaute Palazzo della Luogotenenza Austriaca (Österreichische Statthalterei) oder Palazzo della Prefettura ist ein Regierungsgebäude in Triest, in der italienischen Region Friaul-Julisch Venetien. Das Gebäude liegt an der Piazza dell’Unità d’Italia (vormals Piazza Grande), neben dem Palazzo Stratti und gegenüber dem Palazzo del Lloyd Triestino. Die Hauptfassade zeigt zur Piazza dell’Unità d’Italia, aber der Palast grenzt auch an die Piazza Giuseppe Verdi und an die Via Carlo. Ursprünglich war dort die österreichisch-ungarische Statthalterei untergebracht und heute ist sie der Sitz der Präfektur von Triest.

## Geschichte
Der Palast erhebt sich an der Stelle, an der einst der alte Palazzo Govee stand. Dieser wurde 1764 auf Geheiß von Maria Theresia nach Plänen von Giovanni Fusconi dort errichtet, wo sich die Büros des kaiserlichen Arsenals befanden.
Ursprünglich hatte dieses Gebäude nur zwei Stockwerke, ein drittes wurde 1825 aufgesetzt. 1899 wurde der Palazzo Govee abgerissen und der neue Palast entstand 1901–1905 unter der Leitung von Emil Artmann.
Das Bauwerk, das letzte, das an diesem Platz gebaut wurde, wurde sehr stark kritisiert, sodass man bereits 1910 an seine Erweiterung dachte, bis hin zu einem nicht realisierten Projekt eines Abrisses vor dem Ersten Weltkrieg.

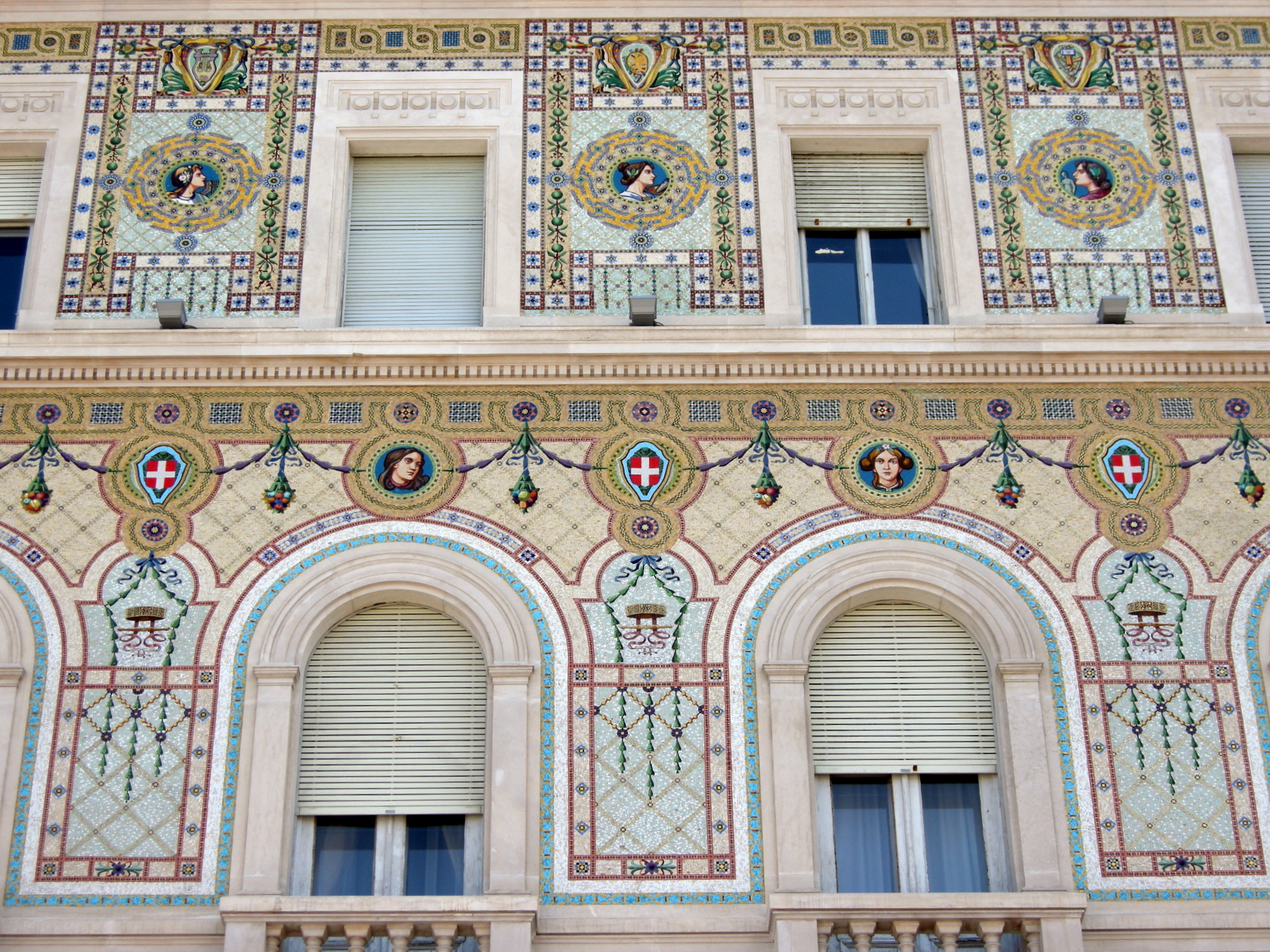
Mosaik im ersten und zweiten Obergeschoss

Nach dem Ersten Weltkrieg und der erfolgten Besetzung Triests durch Italien wurde die Fassade italianisiert. Die originalen Mosaiken, die von Giuseppe Straka entworfen worden waren und Elemente österreichischer Provenienz zeigten, wurden durch Wappen des Hauses Savoyen ersetzt. Ebenso wurde die stilisierte österreichische Kaiserkrone oberhalb der Loggia, die von Statuen auf einem Kissen getragen wurde entfernt, jetzt tragen die Statuen nur ein leeres Kissen.

## Beschreibung
Der Palast hat vier Stockwerke. Die drei mittleren Joche der Hauptfassade sind mit einer Vorhalle versehen, die als zweistöckige Rundbogenloggia ausgeführt ist. Erdgeschoss und Zwischengeschoss sind mit glattem Bossenwerk verkleidet und – außerhalb der Vorhalle – mit rechteckigen, steingerahmten Fenstern versehen.
Das erste Obergeschoss hat durchgehend größere Rundbogenfenster, die alle mit kleinen Balkonen bestückt sind. An den äußeren beiden Jochen sind über den Fenstern gerundete Tympana angebracht. Ihre Balkone springen weiter hervor und sind von Voluten getragen. Im Bereich der Vorhalle führen drei Fenstertüren auf einen gemeinsamen Balkon innerhalb der Loggia, auf dem der Statthalter auftrat, wenn er zum Volk sprach. In diesem Geschoss waren die Repräsentationsräume, der Ballsaal, die Wohnung des Statthalters und die Räumlichkeiten für die kaiserliche Familie untergebracht. Die Fassade in diesem Stockwerk und dem zweiten Obergeschoss ist glatt verputzt und mit den oben erwähnten Mosaiken verziert.
Das zweite Obergeschoss besitzt außerhalb der Vorhalle, wie die unteren beiden Geschosse, rechteckige, steingerahmte Fenster. Im Bereich der Vorhalle sind über den drei Fenstertüren des ersten Obergeschosses gebogene Oberlichte eingebaut. Im zweiten Obergeschoss waren, wie im Erd- und im Zwischengeschoss, Büros der Statthalterei untergebracht.
Das flache Dach ist mit einer Balustrade versehen. Dort befand sich ein Dachgarten für den Statthalter.